# Estação Can Serra

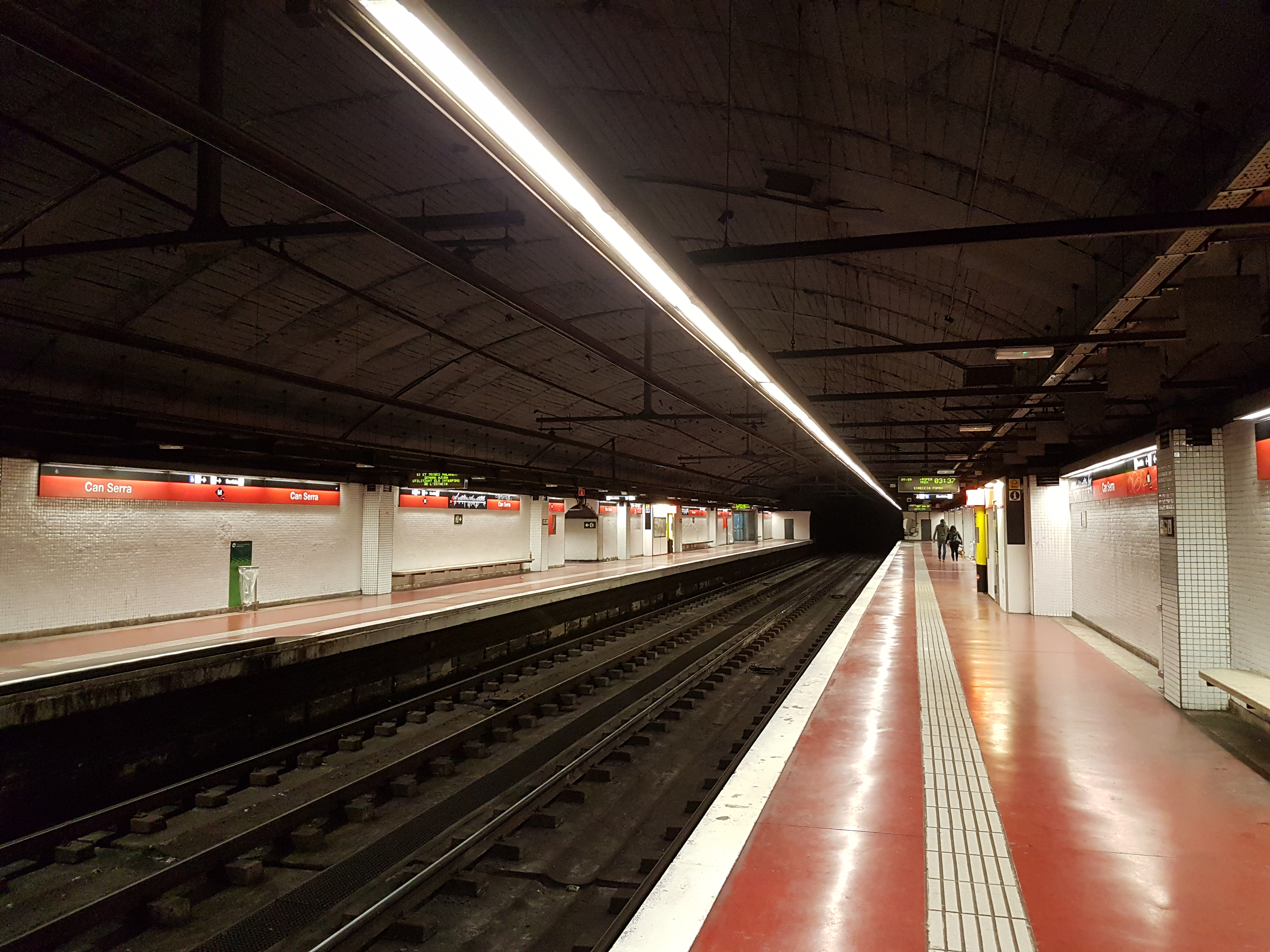
Estação Can Serra.

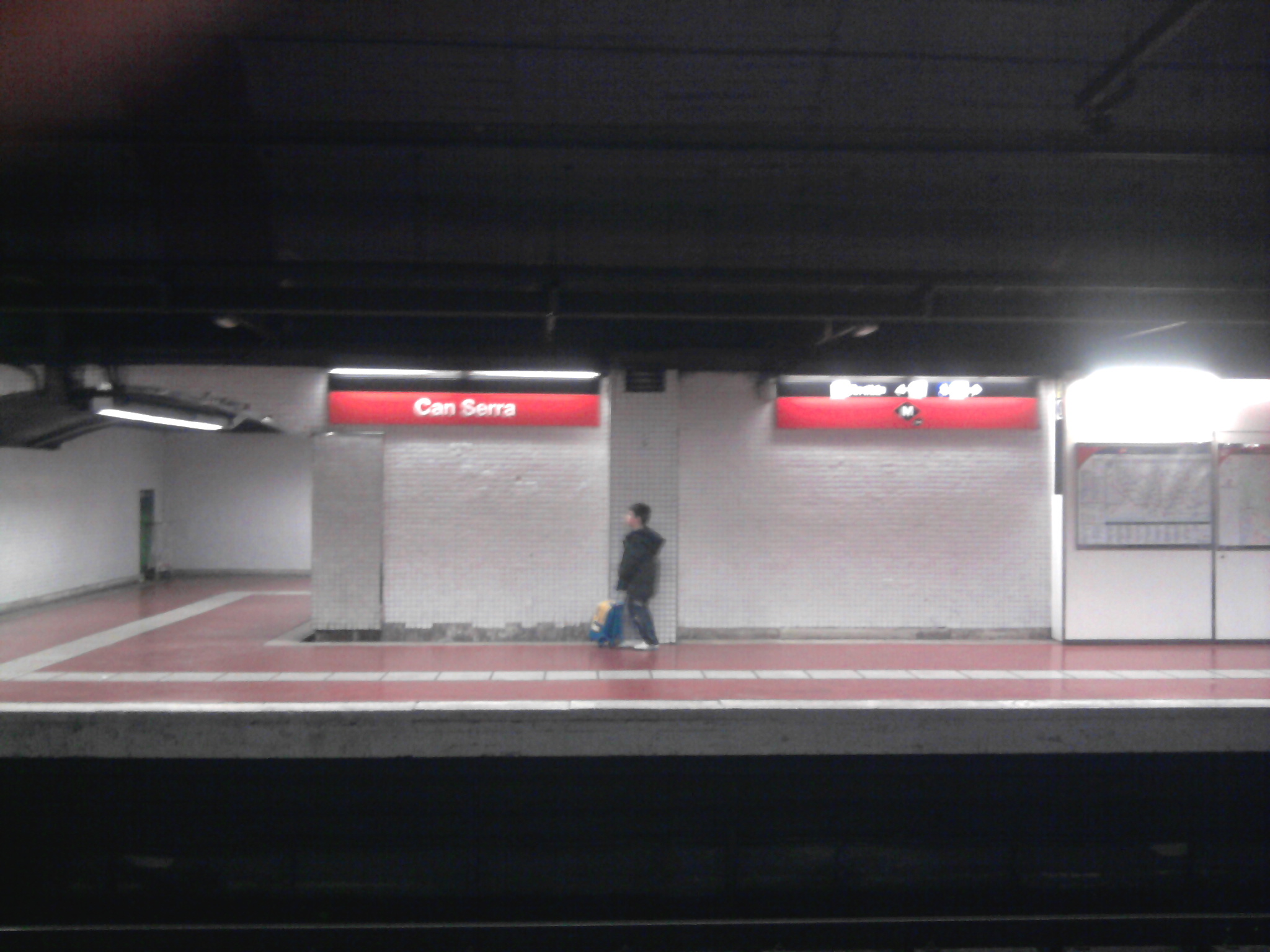
Plataforma de embarque.

Can Serra é uma estação da Linha 1 do Metro de Barcelona.

## História
Situada no município de L'Hospitalet de Llobregat da área metropolitana de Barcelona, recebeu este nome em homenagem ao bairro vizinho de Can Serra. A estação foi inaugurada em 1987, quando a linha L1 foi estendida da estação Torrassa para a estação Avinguda Carrilet.

## Localização
A estação está localizada sob o Parc de les Planes, entre a Carrer de Molí e a Avinguda d'Isabel la Catòlica. Existem entradas tanto pelo parque quanto pela Avinguda de Can Serra, que dão acesso a uma bilheteria subterrânea. As duas plataformas laterais de 96 metros de comprimento estão em um nível inferior.

## Acessos
- Avinguda Can Serra
- Parc de les Planes